# 皇家兵工廠L11A5坦克炮
皇家兵工廠L11A5（英語：Royal Ordnance L11A5）是一門由英国皇家武裝研究及發展機構（RARDE）所研製、皇家兵工廠（ROF）所生產的單管55倍徑线膛式坦克炮，是L7坦克炮的大口徑化後繼型，發射120毫米套管裝藥式炮彈。
它是英國裝備的第二款120毫米坦克炮（第一款為皇家兵工廠L1坦克炮，美國M58坦克炮的英國授權版本），這在以後還成為了冷戰後期西方坦克的標準口徑。報告中指出到了2005年共生產了3,012門L11坦克炮，1990年單門製造成本為227,000美元。
L11是由英國皇家兵工廠生產，並且搭載在酋長式戰車以上，用作百夫长坦克所搭載的105毫米口徑L7線膛炮的後繼炮門。它也搭載在用以取代在英國和約旦服役的百夫长坦克的挑戰者1式戰車。該武器已經被L30系列120毫米線膛式坦克炮所取代。

## 歷史
1957年，建於霍爾斯特德堡的皇家武裝研究及發展機構（RARDE）設計了一款新型的120毫米線膛式坦克炮。新型坦克炮被認為是必要的原因是英國陸軍指定其攻擊距離要比其他軍隊更遠，比如由美国陆军規定的2,000公尺（2,187.23碼，6,561.68英尺，1.24英里），就算在那個研究的時間點之中，在絕大多數國家的情況下都低於美國軍隊所要求的這個建議攻擊距離。L11是專門為了安裝在酋長式戰車（FV4201）的砲塔以上而專門設計的坦克炮。在1961年發射試驗後，1965年，L11獲採用並且安裝在酋長式戰車以上，並於1966年開始在英軍服役。
自推出以來，L11已經演變成為八個生產版本。1976年6月，還開始了為L11A5研發新型的彈藥。

## 生產型號
皇家兵工廠以L11的設計為基礎並且加以開發成為一系列的日益完善的生產型號；而L11A5是其主要的生產版本。
- L11A1—初始生產的衍生型：共生產130門。
- L11A2—皇家兵工廠防務摻導入眾多細微的改動，包括修改以後的排氣管，閉孔式熱套筒保護器，和具有15個孔的排氣管式供彈器。閉鎖環使用更堅固的材料製造。
- L11A3—閉鎖環導入細微的變化。
- L11A4—評估裝上自動裝彈系統的測試原型炮。
- L11A5—這是主要的量產型號。它導入了內置式炮口參照系統，以及為了重心平衡而需要在後膛安裝更小型和更輕便的排煙裝置以增加7.7千克（16.98磅）的重量。
- L11A6—這是A3的轉換型，以適應炮口參照系統和A5型的排煙裝置。
- L11A7—提出一種安裝在排氣管裝彈機以上的半自動活塞，但沒有投入生產。
- L30（EXP 32M1）—L11設計的最新衍生型，在挑戰者武裝項目以下研製。

## 技術
後膛機構為起落式半自動炮閂。該炮配備了由兩個緩衝器所組成的液壓-氣動式緩衝系統。在大多數的應用中，該炮的緩衝距離為370毫米（14.57英吋）。
與大部分坦克武器所發射的單一固定式炮彈不同的是，炮彈與裝藥為分別裝填。裝藥為可燃燒的套管“包裝”式裝藥形態（或以後，可燃燒裝藥彈殼配以穿甲彈）。這需要藉由後膛裝填炮彈而非彈殼，比如說固定式炮彈的彈殼。當首次推出時，其發射的是採用圓柱形裝藥的脫殼穿甲彈（APDS）。黏著榴彈（HESH）、煙霧彈等其他彈藥所使用的則是半圓柱形（即兩個縱長切出的圓柱體）裝藥（L3）。因此兩種高爆彈的裝藥可一同存放在與存放一發穿甲彈裝藥的空間相同的空間。在酋長式和挑戰者式坦克以上，裝藥分別存放在36個被水套筒包圍的凹槽以內，戰鬥艙被一發貫穿時會使套筒破裂並且淋濕裝藥使其報銷，以防止災難性的彈藥引燃（即俗稱的「炸飛」）。
L11A5的炮管在向槍口方向、熱套筒大約三分之二的位置配有排煙器。
當首度推出時，L11的炮管以上裝上了一挺12.7毫米（.50英吋）口徑測距機槍。該步槍發射的彈頭的彈道與主武裝在2,600公尺（2,843.39碼，8,530.18英尺）以內相匹配，在這射程以外時曳光彈的曳光藥劑就燒光。這實際上將其主炮的最大射程限制在這個2,600公尺的距離。1970年代後期，激光測距儀取代了在英國服役的測距機槍，使其能對較遠距離的目標交火。但就算如此，在美國陸軍阿伯丁试验场測試得出的結論卻是：受到圓偏差的影響，企圖用以攻擊超過3,000公尺（3,280.84碼，9,842.52英尺）的目標是不實際的事。尤其在對那些移動目標時更是如此。
但在格蘭比行動之中，一輛英國陸軍挑戰者1式戰車以其所搭載的L11坦克炮擊破了遠達5,100公尺（5,577.43碼，16,732.28英尺）的一輛伊拉克T-72，刷下軍事史上最遠距離的坦克對坦克擊殺紀錄。說明該結論不一定全對。

## 可用彈藥
- L31黏著榴彈（HESH）
- L15脫殼穿甲曳光彈（APDS-T）（停產）
- L20脫殼訓練彈（DS-T）
- L23尾翼穩定脫殼穿甲彈（APFSDS）
- L34煙霧彈
- L32壁球彈頭實訓彈（SH-P）
- L35A1碳罐彈（英语：Canister shot）

## 使用國

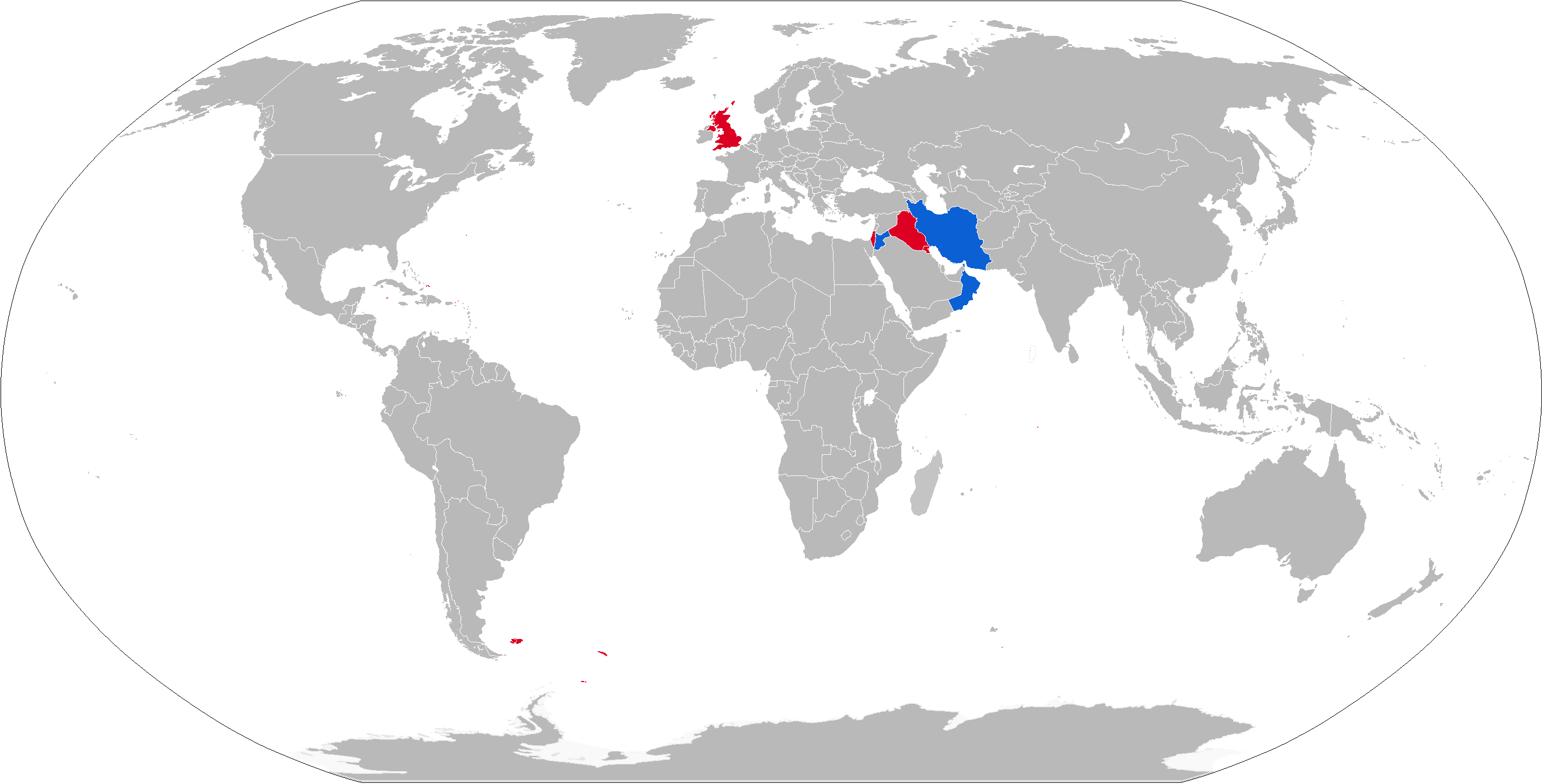
藍色為L11A5的使用國，而紅色則是前使用國。

### 現在的使用國
- 伊朗
- 约旦
- 阿曼

### 過去的使用國
- 伊拉克
- 以色列
- 科威特
- 英国

### 年代、功能、性能相近的其他火砲
- U-5TS坦克炮
- L7坦克炮

### 英國前代的武器
- 皇家兵工廠L1坦克炮，美國M58坦克炮的英國授權版本
- 皇家兵工廠L7坦克炮

### 英國次世代的武器
- 皇家兵工廠L30坦克炮

## 資料來源
1. ↑  報告中指出8發更為現實。
2. ↑  Forecast International. .   [2016-04-24]. （原始内容存档于2013-11-10）.
3. ↑  Ogorkiewicz, p.50
4. ↑  .   [2016-04-24]. （原始内容存档于2016-05-22）.

## 外部連結
- （英文）—Army Guide - L11 （页面存档备份，存于）
- （英文）—120 mm L11/L30A1 （页面存档备份，存于）
- （英文）—120mm L-11 （页面存档备份，存于）